# Glyntraian
Glyntraian (en anglais) ou Glyntraean (en gallois) est une communauté du borough de comté de Wrexham, au pays de Galles.

## Géographie
La communauté de Glyntraian est située dans le sud du borough de comté de Wrexham, près de la frontière anglaise, à 8 km à l'ouest de la ville de Chirk. Elle est traversée par la Ceiriog (en), un affluent de la Dee. Elle comprend les villages de Dolywern, Llechrydau (cy), Llwynmawr (en) et Pontfadog (en).

## Démographie
Au recensement de 2011, la communauté de Glyntraian comptait 822 habitants.